# سوانمور
سوانمور (به انگلیسی: Swanmore) یک روستا و محله مدنی در بریتانیا است که در وینچستر واقع شده‌است. سوانمور ۲٬۸۷۱ نفر جمعیت دارد.